# ناریتا ناگاچیکا
ناریتا ناگاچیکا (به ژاپنی: 成田長親)؛ (تولد ۱۵۴۶ میلادی- مرگ ۱۶۱۳) سامورایی فرزند ارشد ناریتا یاسوسوئه اهل ژاپن بود.